# Family Weekend
Family Weekend (bra: Final de Semana em Família) é um filme independente de comédia dramática estadunidense de 2013 dirigido por Benjamin Epps e estrelado por Kristin Chenoweth, Matthew Modine, Olesya Rulin, Joey King, Eddie Hassell, e Shirley Jones.
A história segue Emily, uma menina de 16 anos de idade que mantém seus pais egocêntricos como reféns depois de perderem sua competição de pular corda.

## Elenco
- Olesya Rulin como Emily Smith-Dungy, a personagem principal e tem 16 anos de idade. Ela ama pular corda e é o cérebro da operação de reunir sua família.
- Kristin Chenoweth como Samantha Smith-Dungy, esposa de Duncan Dungy, e mãe de Emily, Jackson, Lucinda e Mickey Smith-Dungy. Ela é uma mulher de negócios trabalhadora e, por ser tão focada em seu trabalho, essa é uma das razões pelas quais a família é tão separada.
- Matthew Modine como Duncan Dungy, marido de Samantha Smith-Dungy, e pai de Emily, Jackson, Lucinda e Mickey Smith Dungy. Ele está mais focado em suas obras de arte do que cuidar de sua família e essa é uma das razões pelas quais Emily define seu plano.
- Joey King como Lucinda Smith-Dungy, uma atriz de 9 anos, que se veste e age como personagens de filmes geralmente restritos como Laranja Mecânica, Um Dia de Cão e Reservoir Dogs, e se veste como a personagem de Jodie Foster em Taxi Driver, Iris.
- Eddie Hassell como Jackson Smith-Dungy, um "homossexual furioso" de 15 anos, como disse sua irmã mais velha Emily e ele mesmo, embora ele não seja realmente gay, mas finge ser assim, as pessoas vão pensar que ele é mais criativo e ele vai receber atenção de seu pai.
- Adam Saunders como Rick, colega de trabalho e amante de Samantha Smith-Dungy, que é levado como refém por Emily, e faz o papel do papel cômico do filme.
- Robbie Tucker como Mickey Smith-Dungy, um garoto de 7 anos semi-autista que é obcecado pela natureza e pelos animais.
- Chloe Bridges como Kat, amiga de escola de Emily.
- Shirley Jones como Grandma Gail Dungy "GG", a mãe de Duncan, a sogra de Samantha e a avó dos garotos Smith-Dungy.
- Peter Gail como oficial Tucker, um oficial do sexo masculino que prende Emily.
- Lisa Lauren Smith como oficial Reyes, uma oficial feminina que prende Emily.